# Iniciativas Breakthrough

Radiotelescópio usado pelo programa Breakthrough.

Iniciativas Breakthrough (Iniciativas Inovadoras) é um programa de 100 milhões de dólares, fundado em 2015 e financiado por Yuri Milner, para procurar evidências de inteligência extraterrestre ao longo de um período de pelo menos dez anos. O CEO do Facebook, Mark Zuckerberg, é o outro diretor de iniciativas inovadoras. O programa é dividido em vários projetos.

## Breakthrough Listen
Breakthrough Listen é parte da iniciativa coordenada pelos membro do conselho, o físico, Stephen Hawking e Mark Zuckerberg para "escutar" vida extraterrestre inteligente no Universo. Esse projeto foi descrito como a pesquisa mais abrangente para as comunicações alienígenas até o ano de 2015.  Breakthrough Listen permitirá que novos levantamentos de dados de ondas de rádio e ópticas possam ocorrer usando os mais avançados telescópios. Os instrumentos utilizados estão entre os mais poderosos do mundo. Eles são 50 vezes mais sensíveis do que os telescópios existentes dedicados à busca de inteligência.
Em novembro de 2019, os dados obtidos pelo TESS serão repassados a um especialista que trabalha com o Breakthrough Listen, que fará suas próprias verificações usando suas próprias instalações parceiras em todo o mundo - incluindo o famoso telescópio australiano de Parkes. A parceria também ajudará a refinar a estratégia de análise do Breakthrough Listen, usando novas informações sobre os alinhamentos planetários para determinar quando as transmissões provavelmente ocorrerão. Um dos benefícios que o TESS traz é a capacidade de estudar planetas consideravelmente mais próximos da Terra do que os vistos pelo Kepler, possibilitando assim a busca por transmissões mais fracas. Outro é o fato de que os instrumentos TESS podem detectar apenas um tipo de planeta que apresenta vantagens quando se trata de busca de transmissões de rádio.
A iniciativa anunciou, em um briefing da mídia em 14 de fevereiro de 2020 em Seattle, Washington, a divulgação pública de dados de uma busca por emissão de rádio cósmica, bem como pesquisas para investigar as assinaturas tecnológicas de civilizações extraterrestres.

### Resultados
Em abril de 2017, o projeto lançou seu primeiro conjunto de resultados, cobrindo as observações de 692 estrelas próximas em frequências de 1-2Ghz. Essas observações incluíram 11 eventos que passaram o limiar de significância, mas concluiu que todos eles eram consistentes com interferência de radiofrequência. O projeto planeja continuar publicando resultados atualizados aproximadamente a cada 6 meses. Em agosto, de acordo com um estudo, a equipe do projeto observou 15 Rajadas de Rádio Rápidas, ou FRBs (em inglês), provenientes de uma galáxia anão localizada a três bilhões de anos-luz de distância, esta foi a primeira vez que as FRBs repetidos foram vistas provenientes dessa fonte nessas frequências. Em setembro de 2018, os algoritmos de aprendizado de máquina aplicados para escutar dados do Green Bank Telescope encontram  72 novas rajadas de rádio rápidas emanadas do "repetidor" FRB 121102.

## Breakthrough Message
Mensagem Breakthrough é um concurso internacional aberto a todos para criar mensagens que podem ser lidas por uma civilização avançada. É uma ideia do físico Stephen Hawking e do russo, Yuri Milner. A competição tem como objetivo incentivar o debate sobre o que e como se comunicar com possíveis seres inteligentes fora da Terra. Mensagem Breakthrough não tem um plano para enviar essas mensagens; em vez disso, o programa é uma maneira de aprender sobre as possibilidades e limitações associadas com a correspondência interestelar. Ela procura incentivar a discussão global sobre as questões éticas e filosóficas do envio de mensagens para o espaço. B se comprometeram a não transmitir qualquer mensagem até que tenha havido um amplo debate em altos níveis da ciência e da política sobre os riscos e benefícios de entrar em contato com civilizações avançadas.
A mensagem deve estar em formato digital, e deverá representar a humanidade e o planeta Terra. O grupo de prêmios para as melhores mensagens totaliza US $1.000.000,00.

## Breakthrough Starshot

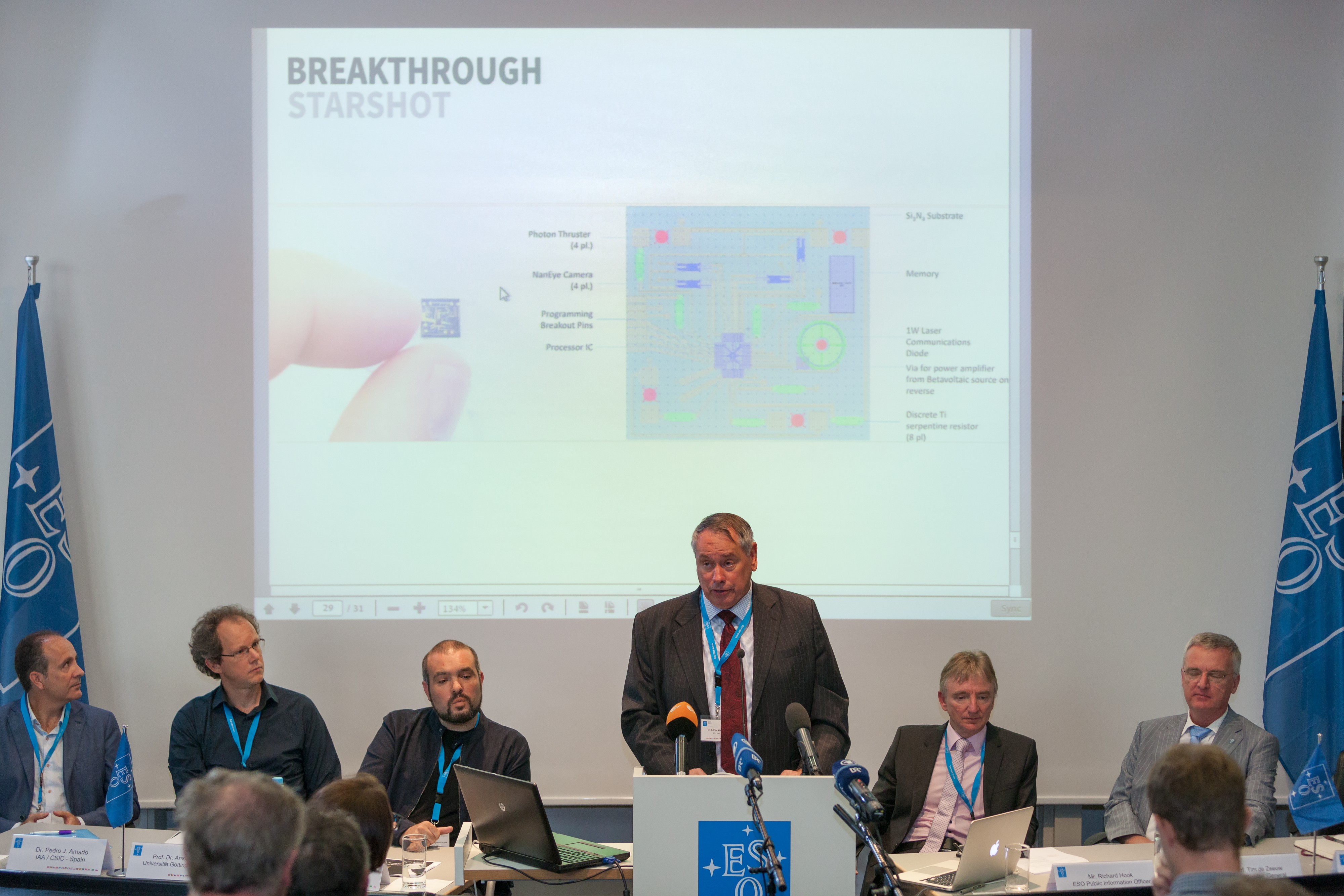
Conferência, em agosto de 2016.

Os cientistas foram capazes de investigar vários métodos para fazer uma viagem interestelar. O primeiro estudo de projeto conceitual, conhecido como "Project Dragonfly" (Projeto Libélula), foi organizado pela Iniciativa para Estudos Interestelares (i4iiS) em 2013. O conceito pedia o uso de lasers para acelerar uma vela e espaçonave a 5% da velocidade da luz, alcançando Alpha Centauri em cerca de um século. Em um artigo recente, uma das equipes que participaram do concurso de design avaliou a viabilidade de sua proposta de propulsão vela de luz e vela magnética. Em 2014, uma competição para projetar uma espaçonave que seria capaz de alcançar a Alpha Centauri dentro de 100 anos usando tecnologias existentes ou de curto prazo. Os quatro finalistas apresentaram seus projetos em um workshop realizado na Sociedade Interplanetária Britânica em julho de 2015. O conceito apresentado pela equipe da Universidade Técnica de Munique venceu. O projeto apresentado pela equipe da Universidade da Califórnia, em San Diego, evoluiu subseqüentemente para o design do Breakthrough Starshot da Breakthrough Initiatives. Essa iniciativa visa desenvolver e demonstrar novas tecnologias que permitirão o voo espacial não tripulado a 20 por cento da velocidade da luz, na esperança de lançar as bases para uma missão para Alpha Centauri, o sistema estelar mais próximo. O professor Avi Loeb diz que o objetivo pode ser obtido através do envio de raio laser da Terra que poderia teoricamente impulsionar velas espaciais esféricas e, eventualmente, enviar de volta fotografias dos exoplanetas de Alpha Centauri.
Os planos da iniciativa seriam fazer velas em pequenas escalas e testá-las com lasers de alta potência. Yuri Milner anunciou que o programa Breakthrough concebeu uma missão de baixo custo com financiamento privado para Encélado.

## Breakthrough Watch
Breakthrough Watch é um programa astronômico multimilionário para desenvolver tecnologias baseadas na Terra e no espaço que podem encontrar planetas semelhantes à Terra em nossa vizinhança cósmica – e tentar estabelecer se eles hospedam vida. O projeto visa identificar e caracterizar planetas rochosos do tamanho da Terra em torno de Alpha Centauri e outras estrelas dentro de 20 anos-luz da Terra, em busca de oxigênio e outras "bioassinaturas".
Antes do final da década de 2020, o Breakthrough Watch pretende lançar um telescópio espacial de 30 cm de diâmetro, equipado com uma câmera de imagem, para medir com precisão a separação angular entre Alpha Centauri A e B com a sensibilidade necessária para identificar um potencial planeta com a massa da Terra na zona habitável, bem como medir sua massa e órbita. Uma máscara de abertura, colocada na frente do telescópio, espalhará a luz das duas estrelas sobre muitos pixels do detector, calculando a média das pequenas imperfeições do detector e evitando a saturação.

## Breakthrough Encélado
Breakthrough Enceladus, fundada por Yuri Milner, é um conceito de missão de sonda espacial de astrobiologia para explorar a possibilidade de vida na lua de Saturno, Enceladus. Em setembro de 2018, a NASA assinou um acordo de colaboração com a Breakthrough para criar conjuntamente o conceito da missão. Esta missão seria a primeira missão de espaço profundo com financiamento privado. Ele estudaria o conteúdo das plumas ejetadas do oceano quente de Encélado através de sua crosta de gelo ao sul. Acredita-se que a crosta de gelo de Encélado tenha cerca de dois a cinco quilômetros de espessura, e uma sonda poderia usar um radar de penetração de gelo para restringir sua estrutura.